# Argemone arizonica
Argemone arizonica är en vallmoväxtart som beskrevs av G. B. Ownbey. Argemone arizonica ingår i släktet taggvallmor, och familjen vallmoväxter. Inga underarter finns listade i Catalogue of Life.